# Baculospora pellucida
Baculospora pellucida är en svampart som beskrevs av Zukal 1887. Baculospora pellucida ingår i släktet Baculospora, divisionen sporsäcksvampar och riket svampar.   Inga underarter finns listade i Catalogue of Life.